# Acacia adansonii
Acacia adansonii é uma espécie de leguminosa do gênero Acacia, pertencente à família Fabaceae.